# Regimentul VI Tecuci No. 24
Regimentul VI Tecuci No. 24 a fost o unitate de infanterie, de nivel tactic, din trupele permanente ale Armatei României. Unitatea a fost înființată în 1891 prin fuziunea Regimentului VI de Linie - înființat în 1860 și Regimentului 24 Dorobanți, înființat în 1880. Pe tot parcursul existenței sale a făcut parte din organica Brigăzii 11 Infanterie, fiind dislocat la pace în garnizoana Tecuci. La mobilizare, regimentul constituia încă o unitate, Regimentul 64 Infanterie, din rezerviști proveniți din Cercul de recrutare „Tecuci”.:p. 133